# نشأت الكرمي
نشأت نعيم سليم الكرمي (وُلِد في 27 أبريل 1977 في طولكرم – اغتيل في 8 أكتوبر 2010 في الخليل)، قائد عسكري فلسطيني كبير، يوصف بأنه أحد عباقرة حركة حماس، وأحد أبرز مهندسيها، وتصفه إسرائيل بلقب «المهندس»، كان قائدًا لكتائب القسام في الضفة الغربية، وكان المطلوب رقم واحد لإسرائيل، وهو قائد عملية سيل النار العسكرية، ومسؤول هجوم الضفة الغربية في أغسطس 2010. اغتالته إسرائيل في 8 أكتوبر 2010 بعملية عسكرية واسعة، وكان قد نجا قبلها من محاولة اغتيال سابقة في 4 مايو 2004 أدت إلى إصابته بجروح خطيرة.

## نشأته وتحصيله العلمي
وُلِد نشأت نعيم سليم الكرمي في مدينة طولكرم بالضفة الغربية بتاريخ 27 أبريل 1977، تلقى تعليمه الابتدائي والإعدادي والثانوي في مدارس مدينته طولكرم؛ حيث درس المرحلة الابتدائية في «مدرسة عمر بن عبد العزيز»، وأتم المرحلة الإعدادية في «مدرسة السلام»، ودرس المرحلة الثانوية في مجال الفرع العلمي في «مدرسة الفاضلية» حيث أنهى فيها الثانوية العامة عام 1996، ثم التحق عام 1997 بتخصص «هندسة الأتمتة الصناعية الكهربائية» في جامعة بوليتكنك فلسطين.

## حياته الشخصية
عاش نشأت الكرمي في مدينته طولكرم في كنف عائلة عرفت بالعلم والأدب والنضال؛ فهو ابن العائلة التي أخرجت كل من عبد الكريم الكرمي، وعبد الغني الكرمي، وحسن الكرمي، وأحمد شاكر الكرمي، ومحمود الكرمي، وسعيد بن علي الكرمي، وعلي بن منصور الكرمي، وزهير الكرمي، وغادة الكرمي، وسهام الكرمي، وطارق الكرمي، وغيرهم. وهو شقيق بشار الكرمي أحد مبعدي مرج الزهور، وأيضًا هو قريب رائد الكرمي قائد كتائب شهداء الأقصى في فلسطين.

## حياته السياسية والعسكرية
قاد الكرمي «الحركة الطلابية الإسلامية» في مدينة طولكرم وذلك خلال فترة دراسته الثانوية بالمدرسة الفاضلية بالمدينة. اعتقل بتاريخ 7 فبراير 1997 من على معبر الكرامة أثناء توجهه للأردن ثم أفرج عنه بتاريخ 11 مارس 1997.
انتخب عام 1998 رئيسًا لمجلس الطلبة في جامعة بوليتكنك فلسطين واستمر حتى عام 1999 حيث اعتقلته إسرائيل بتاريخ 19 نوفمبر 1999 وحكمت عليه بالسجن لمدة 33 شهرًا بتهمة رئاسته لمجلس الطلبة، ثم اعتقل بتاريخ 12 مارس 2003 وأفرج عنه في فبراير 2004.
تعرض لمحاولة اغتيال من قبل إسرائيل بتاريخ 4 مايو 2004 حيث أصيب بإصابة خطيرة مكث بسببها في حالة غيبوبة لمدة شهرين في مستشفى سجن الرملة العسكري الإسرائيلي، ليحكم عليه بعد ذلك بالسجن لمدة خمس سنوات ونصف بتهمة قيادة خلايا عسكرية قسامية، حيث أفرج عنه في 11 أغسطس 2009. فور خروجه من السجن تزوج من فتاة وذلك بعد حوالي ستة سنوات من خطبتهما.
خلال فترات اعتقاله لم ينجح جهاز المخابرات الإسرائيلي «الشاباك» بانتزاع أي اعتراف منه، وكانت المخابرات الإسرائيلية قد أبلغته في إحدى جلسات تحقيقها معه أن الخطأ الإسرائيلي الوحيد كان في أنها لم تنجح باغتياله في 4 مايو 2004.
كان الكرمي أيضًا أحد أبرز قادة جهاز المجد الأمني التابع لحركة حماس، وقد تمكن من كشف شبكات عديدة للعملاء وأشرف شخصيًا على التحقيق مع العديد من العملاء.

## اغتياله
في فجر يوم الجمعة الموافق 8 أكتوبر 2010، اغتالت إسرائيل نشأت الكرمي برفقة مساعده مأمون النتشة في عملية عسكرية واسعة في منطقة جبل جوهر في مدينة الخليل جنوب الضفة الغربية، وقد شارك في العملية العسكرية المئات من الجنود الإسرائيليين، بصحبة ما يزيد عن أربعين آلية عسكرية إسرائيلية، وبمساندة من الجرافات والطائرات المروحية والاستطلاعية، حيث حاصر الجيش الإسرائيلي مبنًا مكونًا من ثلاثة طوابق كان يتحصن به الكرمي ومساعده النتشة، ثم بدأ الجيش بقصف المنزل بالقذائف والأسلحة الرشاشة بعد اشتباك دار لساعات بين الطرفين.
جاءت عملية اغتيال الكرمي بالتزامن مع اجتماع القمة العربية المتعلقة بمبادرة السلام العربية التي عقدت بحضور الرئيس الفلسطيني محمود عباس في مدينة سرت الليبية ظهر يوم 8 أكتوبر 2010، لبحث الموقف بخصوص المفاوضات مع إسرائيل التي بدأت في 2 سبتمبر 2010 وأعلن الفلسطينيون عن تعليقها في 2 أكتوبر 2010 بعد رفض إسرائيل تجميد البناء الاستيطاني.
فور حادثة الاغتيال، عم الحزن المنطقة، وقام آلاف المواطنين الفلسطينيين بالتجمع وبمهاجمة القوات الإسرائيلية بالحجارة تعبيرًا عن غضبهم، حيث اندلعت مواجهات عنيفة بالمكان، ثم نجحوا بانتشال جثماني الكرمي ومساعده النتشة.

## جنازته
نقل جثمان الكرمي في ذات يوم اغتياله إلى مسقط رأسه مدينة طولكرم، حيث صلي عليه في المسجد القديم بالمدينة، ثم جرى تشييعه بمشاركة آلاف الفلسطينيين، ودفن بالمقبرة الغربية بالمدينة.
كان قد أم بيت عزاء الكرمي في مدينة طولكرم مجموعة من الشخصيات السياسية الفلسطينية كان من أبرزهم كل من رئيس المجلس التشريعي الفلسطيني عزيز دويك، وحسن خريشة، وعبد الرحمن زيدان، وحاتم قفيشة، وعمر عبد الرازق، وحامد البيتاوي، وأحمد الحاج علي، وياسر منصور، ومنى منصور، ومحمود العالول، وعدنان الضميري، وإياد الجلاد، وغيرهم العديد.

## ردود الفعل على اغتياله

### فلسطين
- هددت كتائب القسام إسرائيل برد قوي وقاسي ومزلزل، وقال الناطق باسمها أبو عبيدة: «هذه العملية جريمة صهيونية جبانة، ومن حق المقاومة أن ترد عليها بالطريقة المناسبة والوقت والمكان الذي تريد»،[21] وأضاف بأن «المقاومة لن تقف مكتوفة الأيدي إزاء هذه الجريمة»،[16] وأن «المقاومة لن تخذل شعبنا وسترد على هذه الجريمة»،[7] وأن «المقاومة سترد على الجريمة بكل الوسائل المناسبة».[22]

- نعت حركة حماس الكرمي، وقالت الحركة إن «دماء الكرمي ومساعده النتشة ستبقى نبراسًا منيرًا يؤكد لأمتنا وشعبنا أنّ المقاومة هي الخيار الاستراتيجي الوحيد لدحر الاحتلال، وأن مصير كل الخونة والعملاء وأسيادهم سينتهي إلى ما انتهى إليه جيش لحد وكل من خانوا شعوبهم»،[23] وقال الناطق باسم الحركة سامي أبو زهري بأن «هذه الجريمة تفرض على المقاومة أن ترد بكل قوة»،[24] وأضاف بأن عملية الاغتيال هذه هي «رسالة إلى المجتمعين في سرت بأن الاحتلال لا يريد سلامًا، وأن رد الفعل العربي على الجريمة يجب أن يكون بإعلان وقف المفاوضات نهائيًا».[25] وقال القيادي بحماس إسماعيل رضوان أن «الجريمة لن تمر دون عقاب»،[26] كما قال القيادي بحماس مشير المصري أن «المقاومة ستقتص» ووجه خطابه لرئيس الوزراء الإسرائيلي نتنياهو ووزير دفاعه باراك قائلًا «ستضحكون قليلًا وستبكون كثيرًا، فرد المقاومة سيكون من حيث لا تحتسبون، ويد المقاومة ستطالكم أينما كنتم».[27]

- نعت حركة الجهاد الإسلامي الكرمي،[28] ودعت إلى «ضرب إسرائيل» ردًا على عملية الاغتيال،[29][30] وقالت الحركة «إن جريمة الاغتيال هي رسالة لاجتماع الجامعة العربية في مدينة سرت، وعلى العرب أن يتخذوا موقفًا حاسمًا ونهائيًا بوقف المفاوضات وعدم العودة إليها مهما كانت المسوغات، وأن عليهم ألا يراهنوا على وعود الإدارة الأمريكية».[31][32]

- أدانت حركة فتح عملية الاغتيال ووصفتها بـ«الجريمة البشعة»،[33] وقال المتحدث الرسمي باسم الحركة في بيان صدر «إن هذه الجريمة تأتي في سياق الخطة الممنهجة للاحتلال الإسرائيلي التي تستهدف الإنسان والأرض الفلسطينية، وأن تصاعد الجرائم الإسرائيلية ضد شعبنا لن يجلب لإسرائيل الأمن ولن يحقق لها السلام».[34] إلى جانب هذا فقد أدان القيادي بحركة فتح جمال محيسن عملية الاغتيال مشيرًا إلى أنها سوف تؤدي إلى «نسف عملية السلام واستئناف المفاوضات المباشرة».[16]

- نعت كتائب شهداء الأقصى الكرمي،[35] وقالت الكتائب إن عملية الاغتيال لن تمر،[36] وتوعدت إسرائيل برد قوي وقاسٍ وسريع؛[37] حيث قالت «أن الرد عليها مسألة وقت لا أكثر».[37]

- نعت كتائب أبو علي مصطفى نشأت الكرمي وقالت الكتائب في بيانها: «الألم واحد والوجع كبير، وإرهاب الاحتلال متواصل، وأمام هذا الواقع الأليم، يجب أن يكون هناك رد عملي وضربات موجعة للاحتلال، فالظروف الفلسطينية الآن مواتية لاستخلاص العبر، وتشكيل جبهة مقاومة فلسطينية موحدة تشارك بها فصائل المقاومة للرد العملي والفوري والموجع للاحتلال، فالأرض التي أنجبت القادة رائد ونشأت الكرمي، قادرة على أن توحد صفوفهم في الميدان وتوجه ضرباتها المؤلمة للاحتلال».[38]

- أدانت الجبهة الديمقراطية لتحرير فلسطين عملية الاغتيال، وقال المتحدث الرسمي باسم الجبهة أحمد حماد أن «هذه الجريمة لن تكسر إرادة المقاومة والصمود لشعبنا المكافح، وإصراره على مواصلة النضال حتى الحرية والاستقلال والعودة، ولن يحصد نتنياهو سوى الفشل في خططه الإجرامية».[39]

- نعت كتائب المقاومة الوطنية الكرمي، وقال الناطق الرسمي باسمها أبو خالد «إن عملية الاغتيال سيكون الرد عليها بكافة السبل المتاحة لدينا وبكل قوة»، ودعا كافة الأجنحة العسكرية الفلسطينية إلى توجيه ضربات لإسرائيل.[40]

- نعت لجان المقاومة الشعبية الكرمي، وقالت «إن دماء الشهداء الأبطال ستكون وقودًا لاستمرار المسيرة».[41]

- نعت ألوية الناصر صلاح الدين الكرمي،[42] وقالت «إن جريمة الاغتيال لن تغتفر وسيكون رد المقاومة الفلسطينية قريبًا وبحجم هذه المجزرة»،[43] وقال الناطق العسكري باسم الألوية أبو عطايا «إن الدماء التي سالت صباح هذا اليوم لن تذهب هدرًا، وأن جريمة الاغتيال لن تذهب دون عقاب، والمقاومة وبكل أطيافها مدعوة للرد والثأر».[44]

- ردًا على اغتيال الكرمي فقد حذر حزب الشعب الفلسطيني من عاقِبة تخلي القادة العرب عن مسؤولياتهم تجاه الشعب الفلسطيني وقيادته، وطالب الحزب القادة العرب المجتمعون في سرت بدعم الموقف الفلسطيني الرافض لاستمرار المفاوضات.[26]

- قالت حركة المبادرة الوطنية الفلسطينية على لسان أمينها العام مصطفى البرغوثي إن عملية الاغتيال هي «جريمة جديدة تضاف إلى مسلسل الجرائم الإسرائيلية بحق الشعب الفلسطيني، وأن تقاعس المجتمع الدولي هو من يجعل إسرائيل تتمادى في جرائمها وتوغل في عدوانها وتتصرف وكأنها دولة فوق القانون».[45]

- أدانت حركة الأحرار الفلسطينية عملية الاغتيال، وقالت الحركة «إننا نعتبر أن لغة الاغتيالات هي لغة المفاوضات الصهيونية الموجهة للقمة العربية في سرت».[46]

- أدان رئيس الوزراء الفلسطيني سلام فياض عملية الاغتيال، قائلًا: «مرة أخرى تجنح قوات الاحتلال الإسرائيلي للعنف والقتل، وهو ما نؤكد على إدانتنا له بأشد العبارات، أيًا كانت الذرائع أو المسميات».[47]

- قال الناطق باسم الحكومة الفلسطينية غسان الخطيب «إن السلطة الفلسطينية تنظر بخطورة إلى العملية».[16]

- دعا نائب رئيس المجلس التشريعي الفلسطيني أحمد بحر الرئيس الفلسطيني محمود عباس إلى «اتخاذ قرار وطني جريء بوقف التعاون الأمني مع الاحتلال الإسرائيلي قبل فوات الأوان».[48]

### إسرائيل
- بارك رئيس الوزراء الإسرائيلي بنيامين نتنياهو عملية الاغتيال، قائلًا: «إسرائيل ستواصل ملاحقة جميع الإرهابيين في كل زمان ومكان».[49]

- أعرب وزير الدفاع الإسرائيلي إيهود باراك عن فخره واعتزازه بالأجهزة العسكرية الإسرائيلية لا سيما جهاز الشاباك بعد تمكنهم من إتمام عملية الاغتيال بنجاح، وقال باراك: «سوف يستمر جيش الإسرائيلي وجهاز المخابرات بالعمل دون كلل ولا ملل من أجل اجتثاث خلايا الإرهاب».[50]

- قال عضو الكنيست الإسرائيلي ميخائيل بن آري: «إن عملية الجيش عملية مباركة، والعقيدة اليهودية واضحة، من جاء ليقتلك، اسبقه واقتله».[51]

- أصدر الحاخام الإسرائيلي بن تسيون ميتسبي فتوى تبيح للإسرائيليين بإقامة الاحتفالات ابتهاجًا بمقتل الكرمي ومساعده، على أن تبدأ الاحتفالات في مدينة القدس وتشمل تكثيف زيارات الإسرائيليين للمسجد الأقصى.[52]

## وصلات خارجية
- وثائقي عملية سيل النار القسامية على يوتيوب.
- نشأت الكرمي؛ رجل المصحف والبندقية على يوتيوب.